# Ivrognes
Ivrognes est une nouvelle de sept pages d'Anton Tchekhov, publiées 1887.

## Historique
Ivrognes est initialement publié dans la revue russe Le Journal de Pétersbourg, numéro 39, du 9 février 1887, sous le pseudonyme d'A Tchekhonte.

## Résumé
Après le bal, Frolov, personnage riche et craint, invite Almer, son avocat, au restaurant. Il a réservé la salle pour eux deux ce soir. Il commence par jeter à terre la table, puis commande des plats, hors-d’œuvre, volaille au truffes, matelote de lotte, sterlet en couronne, le tout largement arrosé de vodka, champagne.
Frolov avoue qu’il hait sa femme, car il est persuadé qu’elle l’a épousé pour son argent. Il en a beaucoup. Tout le monde se courbe devant ses caprices. Il voudrait tant qu’on lui tienne tête, une fois.

## Extrait
- « On boit et ça ne vous rend pas plus gai, fit Frolov. Plus je m’arrose le gosier, plus je deviens lucide… la vodka me donne des idées tristes et de l’insomnie. Pourquoi n’invente-t-on pas d’autres plaisirs que l’ivresse et la débauche ? »
- « Si tu étais mon ami, si tu étais un honnête homme, tu devrais me dire une bonne fois : Espèce de gredin, sale type ! tu es une canaille ! »

## Édition française
- Ivrognes, traduit par Edouard Parayre, Édition Gallimard, Bibliothèque de la pléiade, 1970  (ISBN 2-07-010550-4)